# Polski Czerwony Krzyż

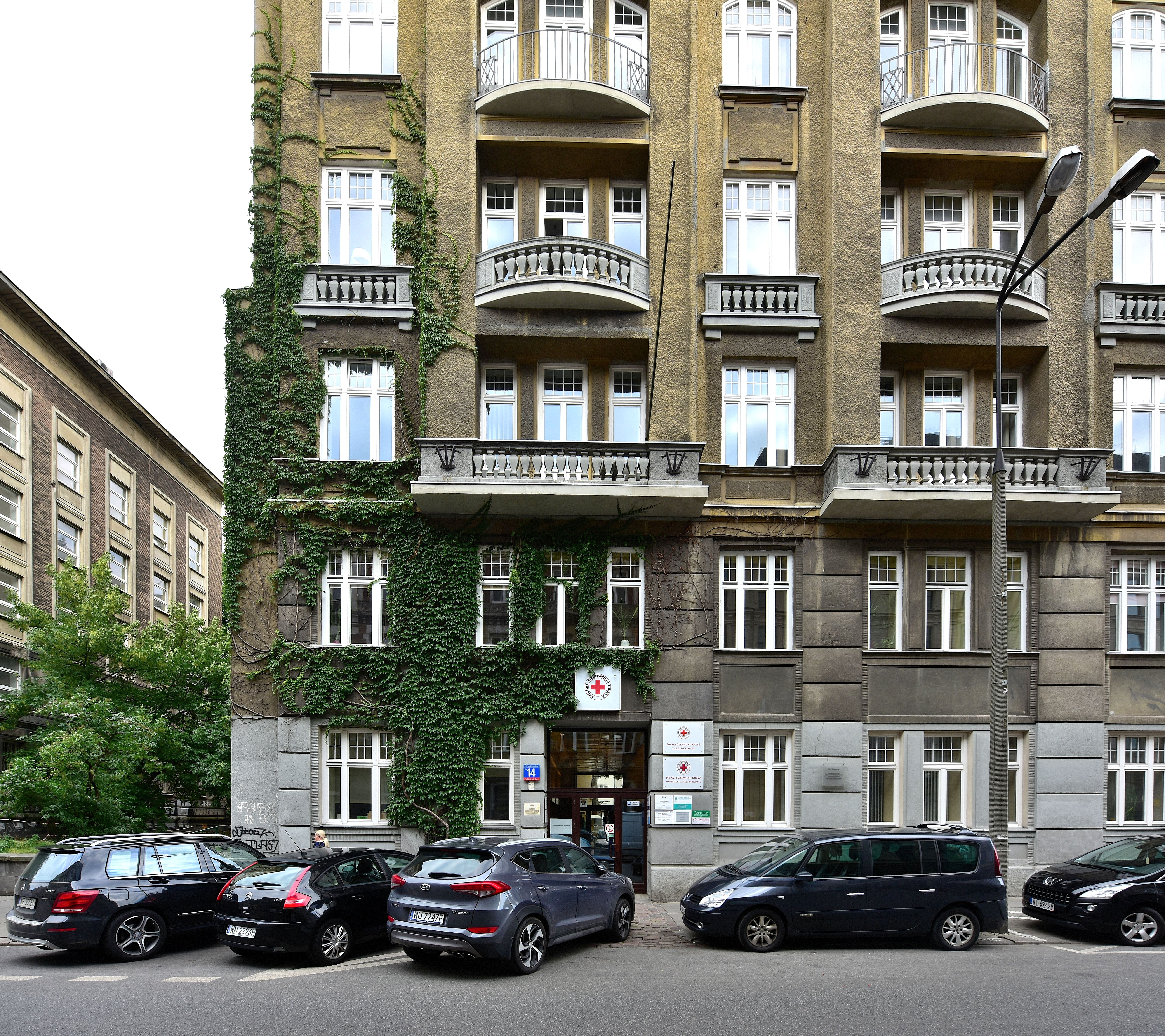
Siedziba Biura Zarządu Głównego PCK przy ul. Mokotowskiej 14 w Warszawie

Polski Czerwony Krzyż (PCK) – najstarsza polska organizacja humanitarna będąca członkiem Międzynarodowego Ruchu Czerwonego Krzyża i Czerwonego Półksiężyca. Działania, prowadzone przez Polski Czerwony Krzyż obejmują m.in.:
- Niesienie pomocy ofiarom klęsk żywiołowych, konfliktów i katastrof w kraju i za granicą
- Edukację dzieci i młodzieży, wolontariat
- Promocję honorowego krwiodawstwa
- Działania opiekuńcze i pomoc socjalną
- Promocję właściwych zachowań zdrowotnych i ekologicznych
- Szkolenia z zakresu pierwszej pomocy
- Upowszechnianie międzynarodowego prawa humanitarnego
- Prowadzenie Krajowego Biura Informacji i Poszukiwań

Misją Polskiego Czerwonego Krzyża jest zapobieganie cierpieniom i łagodzenie ich skutków oraz ochrona godności człowieka, bez jakiejkolwiek dyskryminacji (na tle rasowym, narodowym, religijnym etc.)
Biuro Zarządu Głównego PCK mieści się przy ul. Mokotowskiej 14 w Warszawie.

## Podstawy prawne funkcjonowania
Polski Czerwony Krzyż działa na podstawie Ustawy z dnia 16 listopada 1964 r. o Polskim Czerwonym Krzyżu (Dz.U. z 2019 r. poz. 179) oraz wydanego na jej podstawie Statutu zatwierdzonego Rozporządzeniem Rady Ministrów z dnia 20 września 2011 r. (Dz.U. z 2011 r. nr 217, poz. 1284).
PCK jest stowarzyszeniem krajowym Czerwonego Krzyża Rzeczypospolitej Polskiej w rozumieniu Konwencji Genewskich o ochronie ofiar wojny z dnia 12 sierpnia 1949 roku (Dz.U. z 1956 r. nr 38, poz. 171) i Protokołów dodatkowych do tych Konwencji z dnia 8 czerwca 1977 roku (Dz.U. z 1992 r. nr 41, poz. 175).

## 7 zasad Polskiego Czerwonego Krzyża
Polski Czerwony Krzyż jako część składowa Międzynarodowego Ruchu Czerwonego Krzyża i Czerwonego Półksiężyca w wypełnianiu swojej misji kieruje się zawsze Siedmioma zasadami:
1. Humanitaryzm – Międzynarodowy Ruch Czerwonego Krzyża i Czerwonego Półksiężyca zrodzony jest z troski o niesienie pomocy rannym na polu bitwy bez czynienia jakiejkolwiek między nimi różnicy. Podejmuje działania na płaszczyźnie międzynarodowej i krajowej w celu zapobiegania we wszelkich okolicznościach cierpieniom ludzkim i ich łagodzenia. Zmierza do ochrony życia i zdrowia oraz zapewnienia poszanowania osobowości człowieka. Przyczynia się do wzajemnego zrozumienia, przyjaźni i współpracy oraz do trwałego pokoju między wszystkimi narodami.
2. Bezstronność – Czerwony Krzyż nie czyni żadnej różnicy ze względu na narodowość, rasę, wyznanie, pozycję społeczną lub przekonania polityczne. Zajmuje się wyłącznie niesieniem pomocy cierpiącym, kierując się ich potrzebami i udzielając pierwszeństwa w najbardziej naglących przypadkach.
3. Neutralność – W celu zachowania powszechnego zaufania Ruch powstrzymuje się od uczestnictwa w działaniach zbrojnych oraz – w każdym czasie – w sporach natury politycznej, rasowej, religijnej lub ideologicznej.
4. Niezależność – Ruch jest niezależny. Stowarzyszenia krajowe, służąc pomocą władzom publicznym w ich działalności humanitarnej i podlegając prawu obowiązującemu w ich państwach, powinny zawsze korzystać z samodzielności pozwalającej im na działania w każdym czasie, zgodnie z zasadami Ruchu. W praktyce oznacza to autonomię od rządu państwa.
5. Dobrowolność – Wolontariusze i pracownicy Ruchu niosą pomoc dobrowolnie, nie kierując się chęcią osiągania jakiejkolwiek korzyści.
6. Jedność – W każdym państwie działa tylko jedno stowarzyszenie Czerwonego Krzyża lub Czerwonego Półksiężyca. Powinno ono być otwarte dla wszystkich i obejmować swoją humanitarną działalnością obszar całego państwa.
7. Powszechność – Międzynarodowy Ruch Czerwonego Krzyża i Czerwonego Półksiężyca, w którym wszystkie stowarzyszenia mają równe prawa i obowiązek niesienia sobie nawzajem pomocy, obejmuje swoją działalnością cały świat.

## Cele statutowe PCK
Cele statutowe PCK to:
- wspomaganie w czasie konfliktu zbrojnego wojskowej i cywilnej służby zdrowia
- prowadzenie działalności humanitarnej na rzecz ofiar konfliktów zbrojnych
- upowszechnianie znajomości międzynarodowego prawa humanitarnego konfliktów zbrojnych i współpraca z władzami publicznymi w trosce o zapewnienie jego poszanowania
- prowadzenie Krajowego Biura Informacji i Poszukiwań w celu odnajdywania zaginionych w czasie konfliktów zbrojnych i  współpraca z władzami publicznymi w trosce o zapewnienie jego poszanowania
- upowszechnianie zasad i ideałów Międzynarodowego Ruchu Czerwonego Krzyża i Czerwonego Półksiężyca
- prowadzenie działalności na rzecz rozwoju krwiodawstwa i krwiolecznictwa oraz pozyskiwania honorowych dawców krwi
- niesienie pomocy ofiarom klęsk żywiołowych lub katastrof w kraju i za granicą
- przygotowywanie społeczeństwa do właściwych zachowań w przypadku wystąpienia klęski i katastrofy, działalność na rzecz ratownictwa i ochrony ludności, prowadzenie szkoleń w tym zakresie oraz szkoleń z pierwszej pomocy
- prowadzenie działalności w dziedzinie opieki i pomocy społecznej, w  tym usług opiekuńczych, prowadzenie placówki interwencji kryzysowej oraz działania na rzecz osób i rodzin znajdujących się w trudnej sytuacji życiowej
- prowadzenie działalności w dziedzinie ochrony zdrowia, w tym w zakresie poprawy zdrowia publicznego, przeciwdziałaniu uzależnieniom, patologiom społecznym oraz prowadzenie działań w zakresie porządku i bezpieczeństwa publicznego z uwzględnieniem pomocy i działań na rzecz osób poszkodowanych w wypadkach komunikacyjnych i upowszechniania zasad bezpiecznych zachowań na drodze
- rozwijanie działalności dzieci i młodzieży
- organizacja i prowadzenie placówek edukacyjno-oświatowych, opiekuńczych i socjalnych, wypoczynkowych, rehabilitacyjnych, leczniczych oraz innych
- działania na rzecz osób niepełnosprawnych
- działania na rzecz ochrony środowiska
- prowadzenie działań na rzecz mniejszości narodowych
- prowadzenie działalności wychowawczej i wypoczynkowej na rzecz dzieci i młodzieży, wspieranie i upowszechnianie kultury fizycznej, sportu, turystyki, krajoznawstwa i rekreacji
- prowadzenie szkoleń w zakresie aktywizacji zawodowej osób podlegających wykluczeniu społecznemu
- realizacja innych zadań zgodnych z celami PCK, w tym zadań publicznych zleconych przez organy administracji państwowej i samorządowej
- rekrutacja i szkolenie personelu i wolontariuszy niezbędnych do wykonywania swoich zadań.

## Znak Polskiego Czerwonego Krzyża

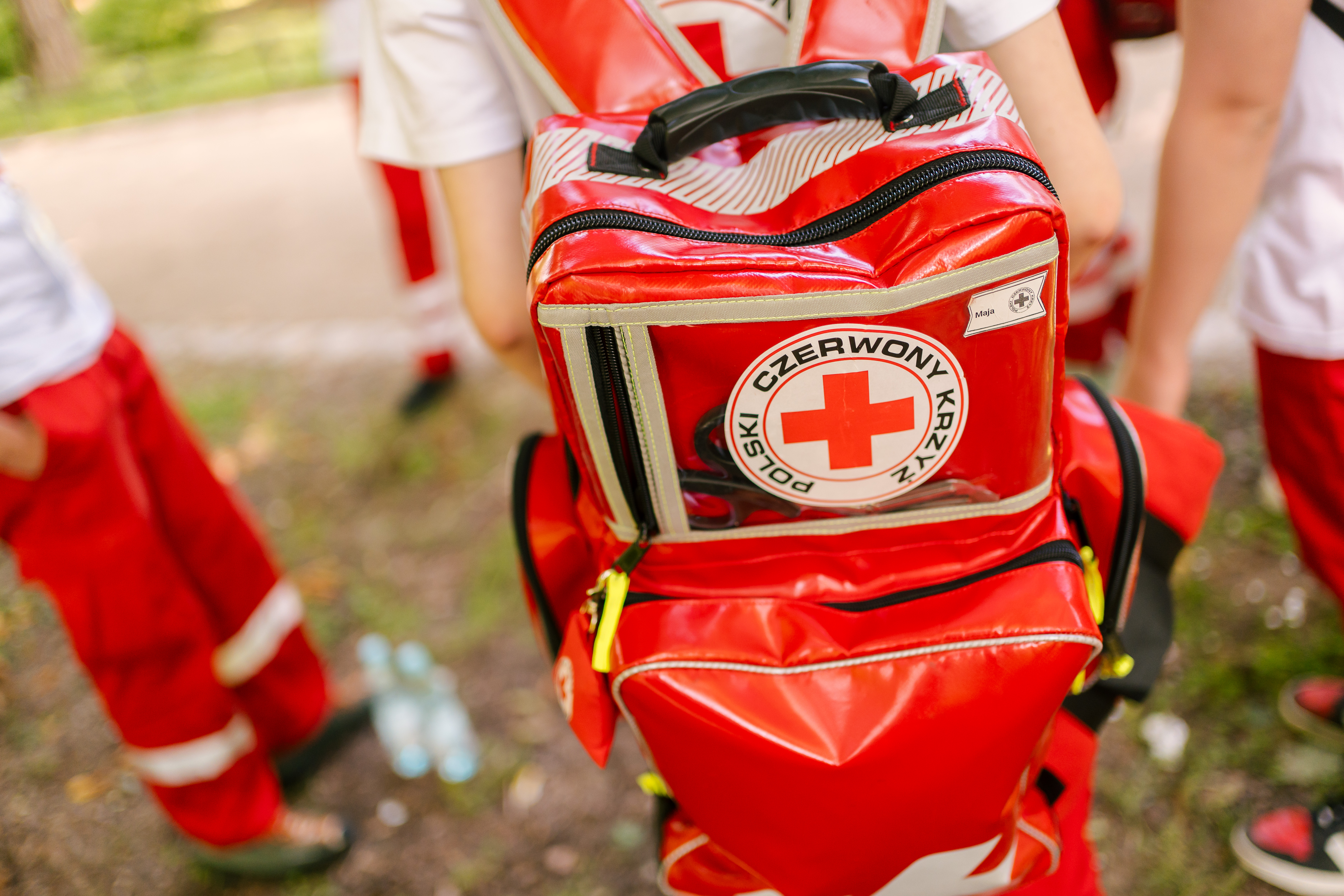
Znak Polskiego Czerwonego Krzyża na plecaku ratowniczym - Mistrzostwa Pierwszej Pomocy PCK w Lublinie

Znak Polskiego Czerwonego Krzyża składa się z równoramiennego czerwonego krzyża na białym tle, występującego w połączeniu z nazwą „POLSKI CZERWONY KRZYŻ” (w kolorze czarnym). Elementy te odróżniają go od międzynarodowego znaku Czerwonego Krzyża oraz od oznaczeń wojskowych służb medycznych. Nazwa organizacji oraz czerwona obwódka wokół krzyża stanowią dodatkowe wyróżniki, zapewniając jednoznaczną identyfikację symbolu PCK. Znak ten i nazwa pozostają pod ochroną prawną.

### Ochrona prawna znaku
Znak Polskiego Czerwonego Krzyża podlega ścisłej ochronie prawnej zarówno na poziomie krajowym, jak i międzynarodowym. Jego stosowanie regulują
- Konwencje genewskie, które określają zasady używania znaku Czerwonego Krzyża na arenie międzynarodowej (art. 44 i 53 I Konwencji Genewskiej z dn. 12.08.1949 r.; Dz. U. 1956 r., Nr 38, poz.171).,\
- Polskie prawo, w tym ustawa o Polskim Czerwonym Krzyżu, zgodnie z którą znak ten może być używany wyłącznie przez organizację i jej jednostki (art. 13, 14, 15 rozdział III Ustawy o Polskim Czerwonym Krzyżu z dn. 16.11.1964 r., Dz. U. Nr 41, poz. 276, w związku z ww. Konwencją),
- Regulacje wewnętrzne PCK, które określają zasady umieszczania znaku na dokumentach, budynkach, pojazdach i materiałach informacyjnych.

Nieuprawnione użycie znaku jest zabronione i może wiązać się z konsekwencjami prawnymi, gdyż narusza zasady neutralności i ochrony humanitarnej, jakie reprezentuje Czerwony Krzyż.

### Znaczenie i funkcje znaku w działalności PCK
Znak Polskiego Czerwonego Krzyża pełni dwie zasadnicze funkcje: ochronną i rozpoznawczą.

#### Funkcja ochronna Znaku PCK
Znak Czerwonego Krzyża, zgodnie z Konwencjami genewskimi, ma status znaku ochronnego, co oznacza, że jego umieszczenie na budynkach, pojazdach czy wyposażeniu oznacza ich neutralny charakter. Podczas konfliktów zbrojnych i kryzysów humanitarnych symbol ten gwarantuje ochronę medyków, ratowników oraz obiektów służących niesieniu pomocy. Pojazdy oznaczone znakiem PCK mogą poruszać się w rejonach działań wojennych bez obawy o atak ze strony stron konfliktu, a placówki oznaczone tym symbolem podlegają szczególnej ochronie.

#### Funkcja rozpoznawcza Znaku PCK

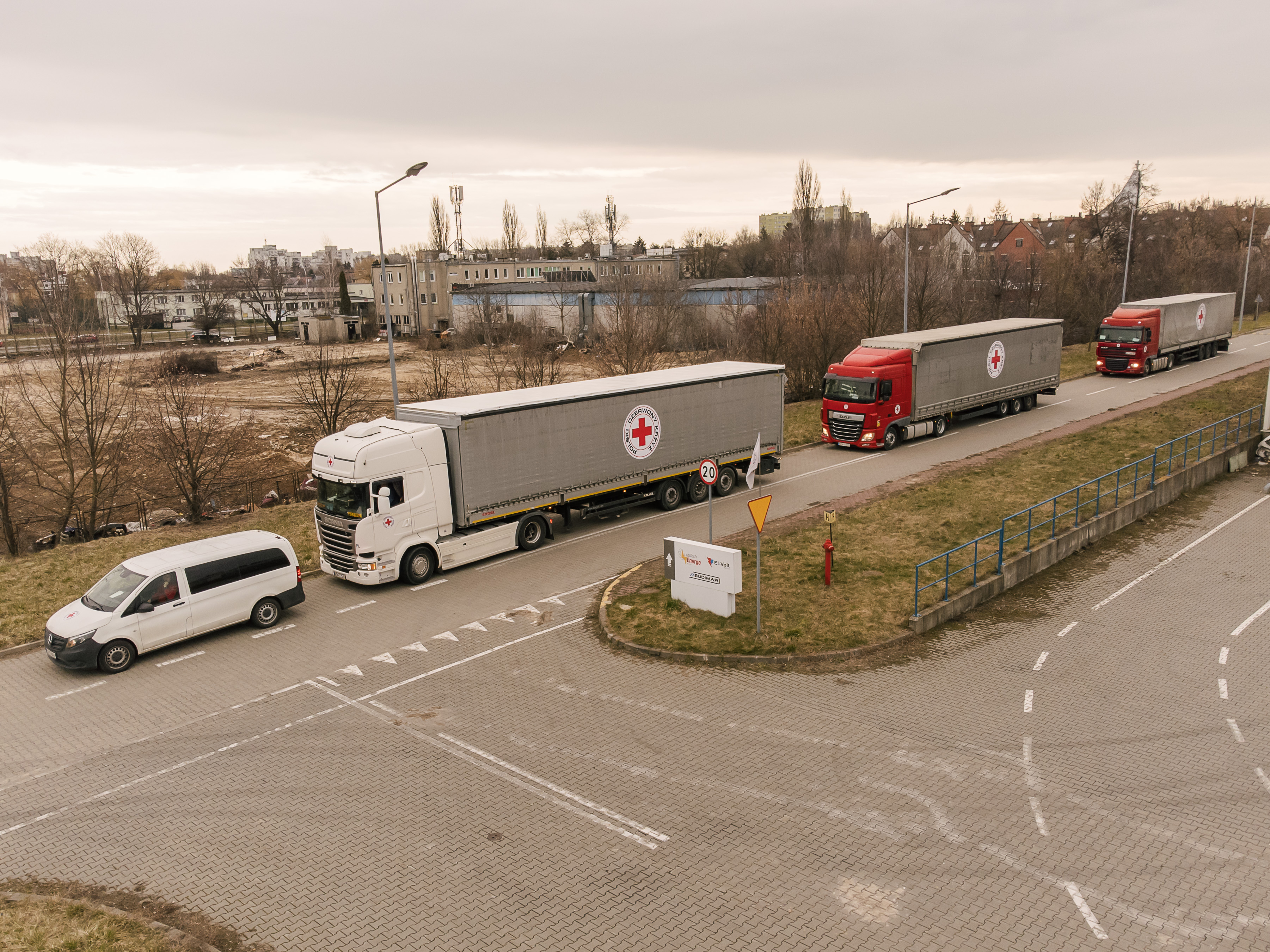
Znak PCK na ciężarówce konwoju humanitarnego Polskiego Czerwonego Krzyża

Znak Czerwonego Krzyża stanowi również element identyfikacyjny, umożliwiający szybkie rozpoznanie osób i miejsc związanych z działalnością humanitarną PCK. Jego obecność pozwala społeczności lokalnej oraz służbom ratunkowym na identyfikację punktów wsparcia i placówek medycznych. W działalności PCK znak ten odgrywa kluczową rolę w:
- Identyfikacji budynków i placówek PCK, takich jak ośrodki zdrowia, magazyny pomocowe czy punkty wsparcia humanitarnego,

- Oznaczaniu pojazdów ratunkowych i humanitarnych, co gwarantuje im ochronę w sytuacjach nadzwyczajnych,
- Rozpoznawalności wolontariuszy i pracowników PCK w terenie, szczególnie podczas akcji ratunkowych i działań pomocowych.

Od momentu powstania PCK znak ten jest nie tylko wizualnym symbolem organizacji, ale przede wszystkim gwarantem jej misji niesienia pomocy każdemu, bez względu na narodowość, wyznanie czy poglądy polityczne.

### Kampania edukacyjna „PCK ma moc”
W maju 2024 roku Polski Czerwony Krzyż (PCK) zainicjował kampanię „PCK ma moc”, której celem było zwiększenie świadomości społecznej na temat prawidłowego użycia znaku czerwonego krzyża oraz jego ochrony prawnej. Kampania podkreślała, że znak ten jest symbolem nadziei i pomocy, a jego nieuprawnione użycie narusza zasady neutralności. W ramach działań informacyjnych uruchomiono stronę pckmamoc.pl. Akcja zwracała uwagę na znaczenie odpowiedzialnego korzystania ze znaku, by mógł skutecznie spełniać swoją misję ochronną i humanitarną.
PCK posiada także swój hymn. Jest nim Pieśń o Czerwonym Krzyżu. Autorami są Irena Prusicka (słowa) i Aleksander Rosłan (muzyka). Hymn został przyjęty przez IX Krajowy Zjazd Polskiego Czerwonego Krzyża 18 listopada 1989 r.
Zarządy wszystkich szczebli i jednostki podstawowe mają prawo posiadania własnych sztandarów.

## Struktura organizacji
Podstawowymi jednostkami organizacyjnymi PCK są: koła, kluby, grupy i inne zespoły, w których są zrzeszeni członkowie. Są to tzw. „jednostki podstawowe”. Jednostki podstawowe są organizowane w każdym środowisku: miejsca zamieszkania, szkoły, zakłady pracy i in.

Obecnie w PCK działają następujące rodzaje jednostek podstawowych:
- Kluby Wiewiórka
- Szkolne Koła PCK
- Akademickie Koła PCK
- Grupy Społecznych Instruktorów Młodzieżowych
- Kluby Honorowych Dawców Krwi
- Grupy Ratownictwa
- Grupy Pomocy Humanitarnej.

Jednostki podstawowe wchodzą w skład struktury rejonowej PCK. Rejony, poza nielicznymi przypadkami, obejmują swoim zasięgiem jeden powiat. Organem zarządzającym w rejonie jest Oddział Rejonowy PCK. Nadrzędnym organem uchwałodawczym w rejonie jest Zjazd Rejonowy zwoływany co najmniej raz na 4 lata. W okresie między zjazdem władzę uchwałodawczą pełni Rejonowa Rada Reprezentantów powoływana przez zjazd.
Rejony wchodzą w skład struktury okręgowej PCK. Okręgi zasięgiem swoich działań obejmują teren województwa. Analogicznie do rejonów naczelną władzę uchwałodawczą pełni Zjazd Okręgowy (co najmniej raz na 4 lata), wybierający Okręgową Radę Reprezentantów. Organem wykonawczym w okręgu jest Oddział Okręgowy PCK. Bieżącym zarządzaniem strukturami okręgowymi zajmuje się Dyrektor Okręgowy podlegający Zarządowi Okręgowemu.
Okręgi wchodzą w skład struktury krajowej PCK. Najwyższym organem w organizacji jest Krajowy Zjazd PCK zwoływany co najmniej raz na 4 lata. W okresach pomiędzy Krajowymi Zjazdami najwyższym organem uchwałodawczym jest Krajowa Rada Reprezentantów, wybierana przez Zjazd. Naczelnymi organami wykonawczymi są Zarząd Główny PCK i wyłonione przez niego Prezydium. Obecnie Prezesem Zarządu Głównego jest Jerzy Bisek. Bieżącym, operacyjnym zarządzaniem jednostkami PCK na poziomie krajowym zajmuje się Dyrektor Generalny Polskiego Czerwonego Krzyża. Aktualnie dyrektorem generalnym jest Katarzyna Mikołajczyk.
Zarządy wszystkich trzech szczebli mogą prowadzić swoje biura, w których zatrudnienie znajdują pracownicy PCK. Mogą także tworzyć rady i zespoły problemowe.
Poza tym w PCK działają jeszcze:
- Sąd Organizacyjny
- Kapituła Odznaki Honorowej PCK
- Rady Młodzieżowe: Rejonowe, Okręgowe i Krajowa
- Rady Honorowych Dawców Krwi: Rejonowe, Okręgowe i Krajowa.

Kadencja władz PCK trwa 4 lata.

## Historia

### Okres zaborów

#### Zabór rosyjski

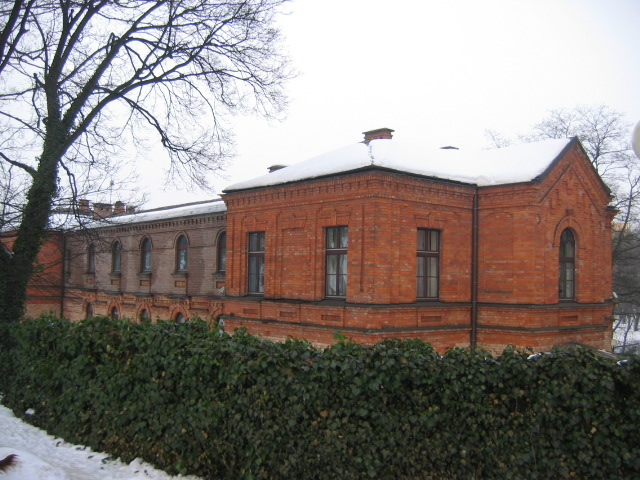
Jeden z budynków byłego szpitala RCK w Warszawie (ul. Smolna 6)

Początek historii Polskiego Czerwonego Krzyża wiąże się z historią Rosyjskiego Czerwonego Krzyża (RCK), tworzonego w oparciu o ustawę wydaną przez Aleksandra II Romanowa w maju 1867 roku, 36 lat po upadku powstania listopadowego. W zaborze rosyjskim powstawały placówki działające w oparciu o tę ustawę (w 1906 roku w Warszawie znajdował się jeden z ośmiu zarządów okręgowych RCK). Wspierając niepodległościowy wysiłek Polaków, Międzynarodowy Komitet Czerwonego Krzyża w Genewie już w 1915 roku podjął decyzję o utworzeniu specjalnej (na czas wojny) polskiej sekcji Międzynarodowego Komitetu Czerwonego Krzyża (MKCK, ang. ICRC). Na jej czele stanął hr. Karol Potulski. Gdy po rewolucjach październikowej i lutowej w 1917 roku (egzekucji Aleksandry i Mikołaja II Romanowa) w wyniku I wojny światowej Polska odzyskała niepodległość (11 listopada 1918 roku) w kraju działało 26 szpitali Czerwonego Krzyża, 2 szpitale wielkiej księżnej Marii Pawłownej, 14 oddziałów Polskiego Komitetu Ochrony Sanitarnej, 10 szpitali miejskich (zob. Ulica Czerwonego Krzyża w Warszawie).

#### Zabór austriacki
W 1878 roku powstało w Wiedniu „Austriackie Stowarzyszenie Czerwonego Krzyża”, które było związkiem stowarzyszeń krajowych. W Galicji powstały dwa stowarzyszenia: Stowarzyszenie Patriotycznej Pomocy Czerwonego Krzyża Galicji oraz Krajowe Stowarzyszenie Dam Patriotycznej Pomocy Czerwonego Krzyża. W 1891 roku doszło do ich zjednoczenia w wyniku czego powstało Krajowe Stowarzyszenie Mężczyzn i Dam Czerwonego Krzyża w Galicji.

#### Zabór pruski
Pod zaborem pruskim nie udało się przed wybuchem I wojny światowej powołać organizacji czerwonokrzyskiej. 

### Po odzyskaniu niepodległości
Po odzyskaniu przez Polskę niepodległości z inicjatywy Stowarzyszenia Samarytanin Polski zwołano 18 stycznia 1919 naradę wszystkich istniejących na ziemiach polskich organizacji kierujących się w działaniu ideałami Czerwonego Krzyża. Organizacje te podczas narady odbywającej się pod patronatem Heleny Paderewskiej utworzyły Polskie Towarzystwo Czerwonego Krzyża.
Po zatwierdzeniu przez rząd statutu Polskiego Towarzystwa Czerwonego Krzyża na zebraniu konstytucyjnym 27 kwietnia 1919 wybrano Zarząd Główny, prezesem został Paweł Sapieha, a po jego rezygnacji Helena Paderewska.
PTCK zostało zarejestrowane przez Międzynarodowy Komitet Czerwonego Krzyża i uznane za jedyną organizację czerwonokrzyską działającą na całym terytorium państwa polskiego 14 lipca 1919. Do Ligi Stowarzyszeń Czerwonego Krzyża zostało przyjęte 16 września 1919. W pierwszym okresie działalności Towarzystwo wspierało głównie rannych i chorych w czasie powstania wielkopolskiego i powstań śląskich.
PTCK udzielało pomocy poszkodowanym w wyniku wojen, poszukiwało zaginionych. Prowadziło szereg zakładów lecznictwa. Szkolono pielęgniarki i ratowników. W 1921 powstały pierwsze Szkolne Koła PCK. PTCK od 1927 r. nosi nazwę „Polski Czerwony Krzyż” zgodnie z Rozporządzeniem Prezydenta RP z 1 września 1927 r. (Dz.U. z 1927 r. nr 79, poz. 688, z późn. zm.) i posługuje się skrótem PCK. Wtedy patronat nad stowarzyszeniem objął Prezydent RP. Ustalone zostało, że w czasie wojny PCK będzie podporządkowane ministrowi spraw wojskowych. W 1935 roku powołana została w Łodzi Centralna Stacja Wypadkowa z ośrodkiem przetaczania krwi. Rok później w Warszawie utworzony został pierwszy Instytut Przetaczania i Konserwacji Krwi.
Władze PRL pozbawiły PCK autonomii. Począwszy od 1948 PCK był systematycznie pozbawiany przez władze możliwości prowadzenia działalności w zakresie opiekuńczym i leczniczym. Państwo przejęło od PCK majątek stowarzyszenia w postaci m.in. szpitali, prewentoriów, sanatoriów, izb zdrowia, przychodni lekarskich i dentystycznych, stacji opieki nad matką i dzieckiem oraz stacji pogotowia ratunkowego.

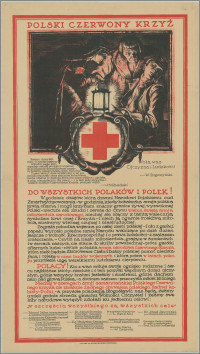
Odezwa PCK do Wszystkich Polaków i Polek!
Odezwa z 1920 roku, nawołująca do wstępowania w szeregi towarzystwa

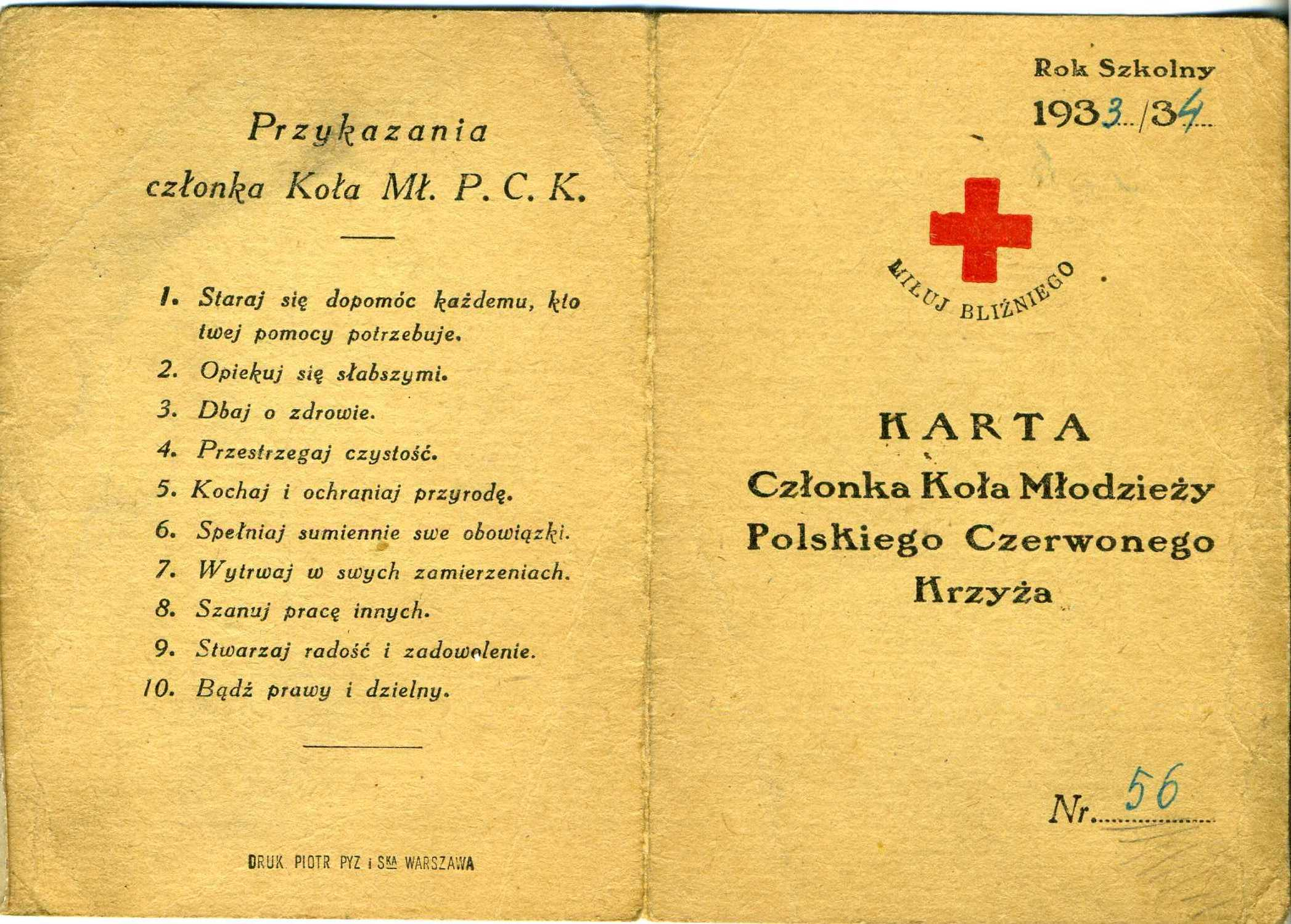
Legitymacja „Członka Koła Młodzieżowego PCK” wystawiona w 1933 w Brześciu nad Bugiem

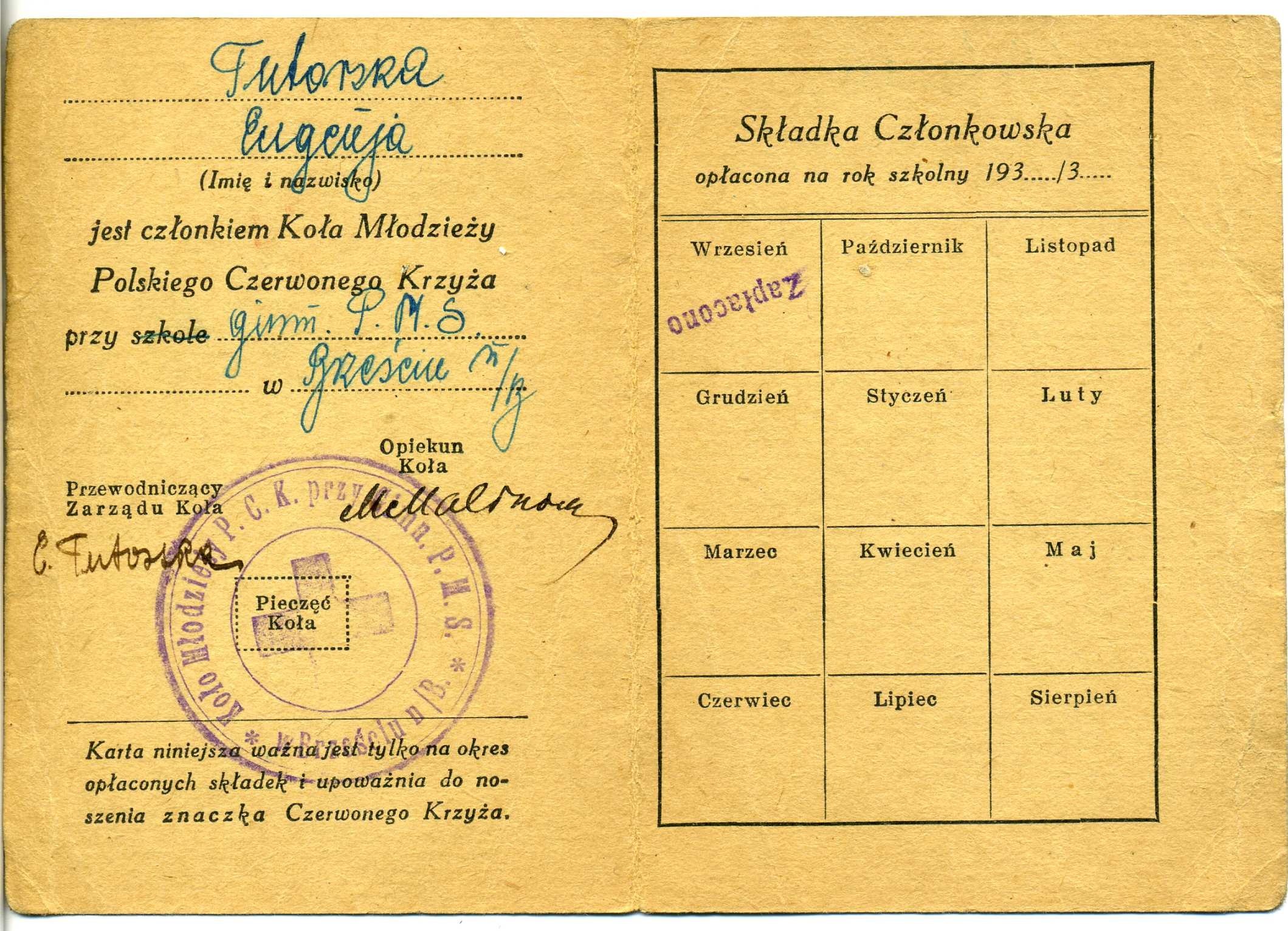
Wewnętrzna część legitymacji

## Prezesi PTCK i PCK

### Prezesi Komitetu Głównego PTCK
1. Paweł Sapieha (4 maja 1919 – 7 sierpnia 1919)
2. Helena Paderewska (8 sierpnia 1919 – 24 sierpnia 1920)
3. Józef Haller (27 sierpnia 1920 – 31 lipca 1926)
4. Henryk Potocki (11 września 1926 – 31 sierpnia 1927)

### Prezesi Komitetu Głównego PCK
1. Henryk Potocki (1 września 1927 – 7 września 1934)

### Prezesi Zarządu Głównego PTCK

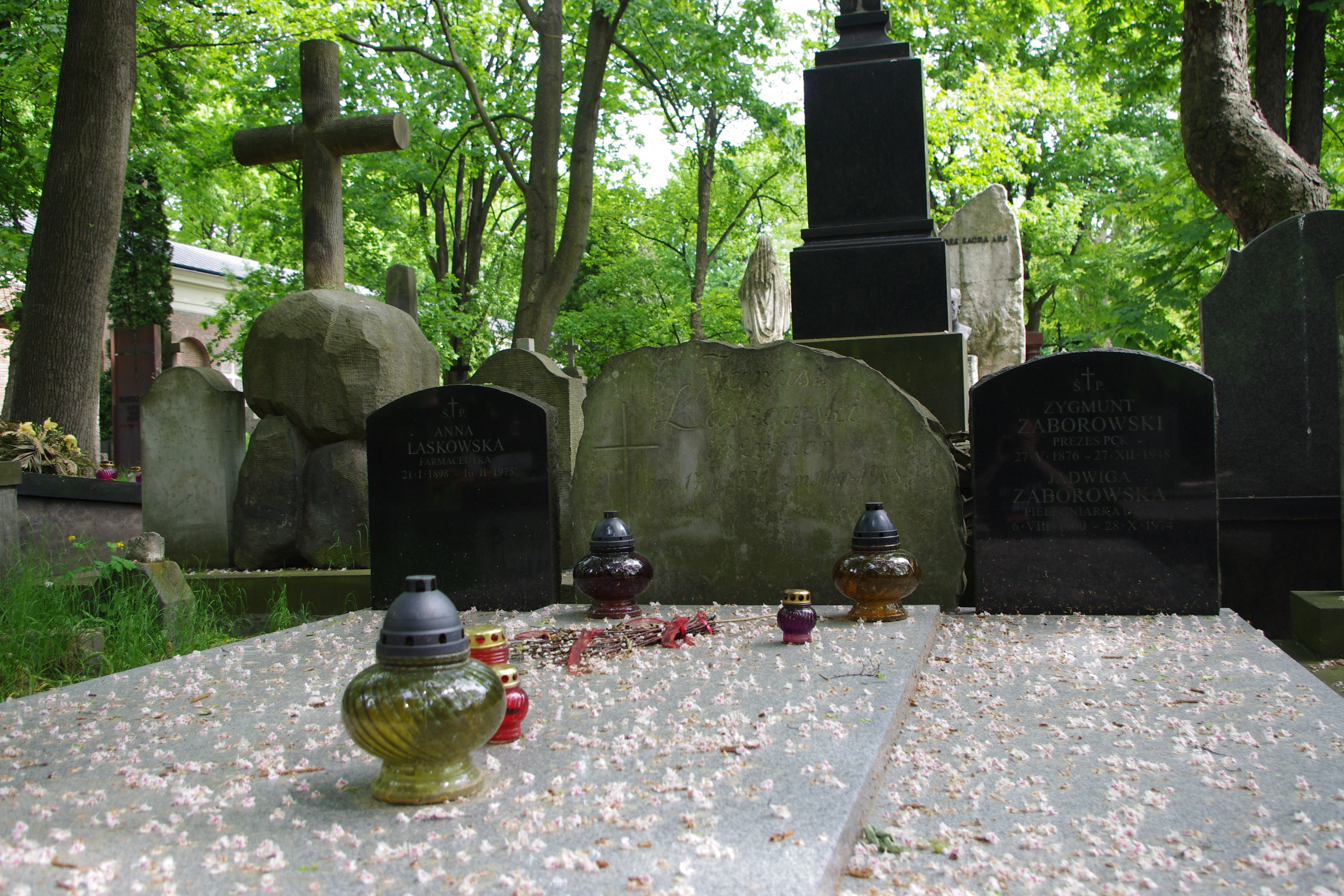
Grób Zygmunta Zaborowskiego – prezesa polskiego Towarzystwa Czerwonego Krzyża na Starych Powązkach w Warszawie

1. Zygmunt Zaborowski (9 października 1920 – 8 września 1923) i (11 września 1926 – 31 sierpnia 1927)
2. Henryk Potocki (9 września 1923 – 10 września 1926)

### Prezesi Zarządu Głównego PCK
1. Ludwik Darowski (1 września 1927 – 25 maja 1935)
2. Alfons Kühn (26 maja 1936 – 11 maja 1937)
3. Aleksander Osiński (12 maja 1937 – 13 sierpnia 1940), od 6 września 1939 ewakuowany z Warszawy, obowiązki prezesa w kraju pełnił w charakterze p.o. Wacław Lachert
4. Włodzimierz Koskowski (13 sierpnia 1940 – wrzesień 1945) – Prezes Zarządu Głównego PCK z siedzibą w Londynie (przewodniczącym Rady Głównej PCK od 13 sierpnia 1940 do września 1945 był Aleksander Osiński)

### Pełniący obowiązki Prezesa PCK w kraju w okresie wojny i okupacji
1. Wacław Lachert pełniący obowiązki prezesa PCK w kraju w czasie kampanii wrześniowej i pod okupacją niemiecką w Generalnym Gubernatorstwie (6 września 1939) do lipca 1944) ZG działał bez prezesa podczas Powstania Warszawskiego w Warszawie, a po jego upadku w Piotrkowie Trybunalskim na terenach okupacji niemieckiej.
2. Ludwik Christians (27 lipca 1944 – 15 września 1944) (przy PKWN w Lublinie, działając po prawej stronie Wisły)
3. Wacław Lachert (od ok. 16 września 1944 (przy PKWN w Lublinie, działając po prawej stronie Wisły)
4. Wacław Lachert (5 grudnia 1944 – luty 1945 (ZG PCK w Lublinie)

### Prezesi PCK w latach 1945–1988
1. generał broni Stanisław Szeptycki (25 kwietnia 1945 – 29 sierpnia 1945)
2. Ludwik Christians (29 sierpnia 1945 – 30 marca 1946)
3. Bronisław Kostkiewicz (30 marca 1946 – 4 lutego 1951)
4. Jan Rutkiewicz (1951–1955)
5. Irena Domańska (1955–1970)
6. Jan Rutkiewicz (1970–1974)
7. Irena Domańska (1974–1979)
8. Ryszard Brzozowski (1979–1984)
9. generał brygady Jerzy Bończak (1984–1988)

### Prezesi PCK od 1988
1. Stanisław Gura (1988–1992)
2. Roman Jasica (1992–1994)
3. Andrzej Podsiadło (1995–1998)
4. Aleksander Małachowski (1998–2004)
5. Andrzej Trybusz (2004–2005)
6. Jarosław Pinkas (2005–2007)
7. Andrzej Podsiadło (2008–2012)
8. Stanisław Kracik (2012–2021)
9. Jerzy Bisek (2021–2025)
10. Zbigniew Klawczyński (od 2025)[18]

## Historyczny strój urzędników i funkcjonariuszy Polskiego Czerwonego Krzyża
Strój urzędników, lekarzy i funkcjonariuszy wszelkiego stopnia Oddziałów Polskiego Czerwonego Krzyża w 1920 roku, składa się z: kurtki, spodni, płaszcza i czapki.

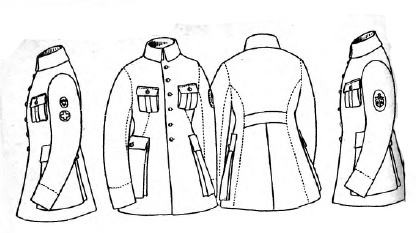
Kurtka PCK

Kurtka z sukna szarego, krój french‘a bez naramienników, zapięta z przodu na piersi na 6 guzików mundurowych, metalowych oksydowanych, średnicy 22 mm; 5 guzik w stanie.
Z tylu poły rozcięte do stanu, w stanie zaś między bocznymi szwami pleców przyszyta patka szerokości 6 cm z sukna kurtki. Kołnierz z sukna kurtki stojąco-wkładany, zapinany na 2 haftki, część wyłożona 6 cm. Rękawy zwężające się ku dołowi, u dołu średnio 14 cm, przeszyte na 10 cm od brzegu dolnego.
Kieszenie: 4 naszyte z zewnątrz na piersiach i z boku na połach: górne z fałdą przez środek, boczne zaś z miechem dokoła, zamykane klapkami, zapiętymi na guzik mundurowy.
- UWAGA: Urzędnicy, lekarze i funkcjonariusze Czerwonego Krzyża noszą guziki z wypukłym równoramiennym krzyżem na środku; Komisarz Rządowy do spraw Polskiego Czerwonego Krzyża i jego Zastępca noszą guziki z orłami.
- UWAGA: Urzędnicy, lekarze, i funkcjonariusze Polskiego Czerwonego Krzyża noszą na lewym rękawie na ramieniu znak czerwonego krzyża 5 cm wysokości, na białym krążku średnicy 6 cm, nad nim zaś orzełka srebrnego haftowanego wysokości 3 cm na owalu z sukna karmazynowego 52 × 36 mm.

Spodnie z materiału barwy kurtki, krótkie do owijaczy lub długie na kamasze.

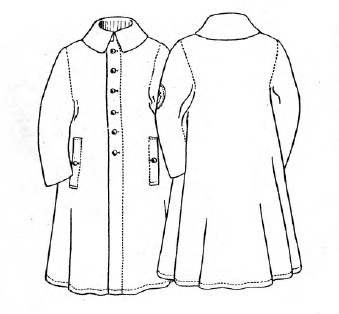
Płaszcz PCK

Płaszcz z sukna grubego barwy szarej podszyty podszewką na piersiach, plecach i rękawach.
Długość płaszcza dochodzi do 35 cm od ziemi, szerokość dolnego obwodu od 200 do 250 cm. Płaszcz zapięty z przodu wprost piersi na 6 guzików mundurowych (takich jak na kurtce), 5 guzik w stanie.
Z tyłu dla podtrzymania paska przy bocznych szwach pleców przyszyte dwie patki, każda szerokości 4 cm, długości 8 cm, zapinane na guzik mundurowy; pasek z materiału płaszcza szerokości 5 cm (płaszcz może być noszony również bez paska).
Kołnierz z sukna płaszcza zapinany na pętelkę skórzaną, przyszytą pod lewym brzegiem, kołnierza - i takąż baryłeczkę, przymocowaną pod prawym brzegiem. Wyłożona część kołnierza z przodu 14 cm, z tyłu 10 cm. Na lewym rogu wewnętrznym kołnierza patka sukienna 3 ½ cm szerokości, na prawym zaś rogu guzik dla zapinania kołnierza podniesionego. Rękawy szerokie, przy wyszyciu 27–30 cm, u dołu 18–19 cm szerokości z wyłogami przyszytymi na 18 cm od brzegu dolnego. Na spodniej części rękawa w odległości 3 cm. od dolnego brzegu przyszyta patka 4 cm szerokości, 9 cm długości zapięta na guzik mundurowy, przyszyty do rękawa; przy szwie do górnej części w odległości 8 cm. przyszyty drugi guzik tak, aby przy zapięciu nań patki, rękaw szczelnie przylegał du ręki. Kieszenie dwie, przycięte pionowo i zapinane na guzik mundurowy, długość przecięcia od 20 do 24 cm. Przecięcie umieszczone na takiej wysokości, aby przezeń łatwo było sięgnąć ręką i do kieszeni płaszcza, i do kieszeni spodni; kieszeń obszerna 20 × 20 cm.
- UWAGA: Znaki Czerwonego Krzyża umieszcza się też na rękawie płaszczu.
- UWAGA: Na czas zimowy dozwolone jest podszywanie płaszcza futrem oraz przypinanie futrzanego kołnierza z dowolnego futra.

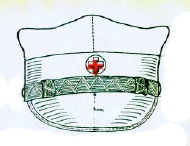
Czapka PCK

Czapka rogata z sukna barwy kurtki z otokiem, zeszyta z 4 brytów ostro wyciętych stykających się pośrodku dna. Szerokość każdego z nich 17 cm, wysokość 5 cm, wysokość otoku 5 cm. Rogi czapki lekko zaokrąglone. Daszek ze skory żółtej, oblamowany na krawędzi skórą szerokości pośrodku 5 cm. Podpinka z galonu srebrnego oksydowanego, szerokości 1/2 cm (funkcjonariusze niżsi: woźni itp. podpinki nie noszą). Na oku z przodu nad podpinką urzędnicy i funkcjonariusze Polskiego Czerwonego Krzyża mają emaliowany okrągły średnicy 2 ½ cm. znak czerwonego krzyża na białym polu.
- UWAGA: Komisarz Rządowy do spraw Polskiego Czerwonego Krzyża, jego Zastępca, oraz delegaci noszą na czapce nad znakiem czerwonego krzyża nadto orzełka srebrnego bez tarczy, jak wyżej.

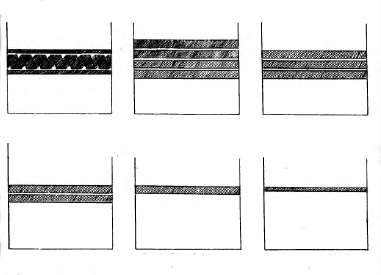
Stopnie PCK

Oznaki stopni służbowych umieszczone są na wyłogach obu rękawów kurtki i płaszcza w postaci tasiemek biało-metalowych oksydowanych szerszych i węższych, naszytych dokoła wyłogu:

Dla urzędników i funkcjonariuszy Polskiego Czerwonego Krzyża.
- 1. Komisarz Rządowy i Prezes Towarzystwa mają wzdłuż górnego brzegu wyłogu taśmę metalową oksydowaną, szerokości 1 cm, naszytą załamami, wysokość załamów 1/2 cm; nad taśmą zaś i pod nią w odległości 2 mm naszyte dookoła 2 galoniki.
- 2. Członkowie Głównego Komitetu, Główny Pełnomocnik, Prezesi Komitetu Okręgowego i Zastępca Komisarza Rządowego mają 4 taśmy biało metalowe oksydowane szerokości 1 cm naszyte dokoła wyłogu rękawa jedna pod drugą w odległości 2 mm.
  - UWAGA: Komisarz Rządowy i jego Zastępca noszą nadto na rogach kołnierza kurtki i płaszcza naszywki z sukna karmazynowego 5 cm wysokości z wyhaftowanym srebrnym orłem, wysokości 3 cm.
- 3. Członkowie Komitetu Okręgowego, Pełnomocnicy, Prezes Komitetów Miejscowych i Naczelnicy Szpitali i mają 3 takież taśmy.
- 4. Starsi lekarze i Starsi urzędnicy dwie takież naszyte gładko taśmy w odległości 2 mm jedna od drugiej.
- 5. Lekarze młodsi i urzędnicy mają jedną taśmę szerokości 1 cm. naszytą wzdłuż górnej krawędzi wyłogu dookoła.
  - UWAGA: Urzędnicy Komisariatu noszą nadto takie naszywki na rogach kołnierza, jak Komisarz Rządowy i jego Zastępca.
- 6. Urzędnicy handlowi mają jedną tasiemkę biało-metalową oksydowaną szerokości ½ cm. naszytą dokoła górnej krawędzi wyłogu.
  - UWAGA: Funkcjonariusze niżsi: woźni, gońce itp., żadnych oznak na rękawach nie noszą[19].

## Ruch Młodzieżowy

### Kluby Wiewiórka
Kluby Wiewiórka działają w przedszkolach oraz w klasach I-III szkół podstawowych. Pierwsze kluby powstały w 1965 roku. Mogą do nich należeć dzieci w wieku od 5 do 10 lat. Cele główne Klubów Wiewiórka to:
- kształtowanie podstawowych nawyków higieniczno-sanitarnych i żywieniowych
- popularyzacja zasad higieny jamy ustnej
- uczenie dzieci przestrzegania zasad higieny otoczenia i środowiska
- kształtowanie humanitarnych postaw dzieci w zakresie wrażliwości na potrzeby innego człowieka oraz gotowości do niesienia pomocy innym
- nauczanie podstawowych pojęć z zakresu pierwszej pomocy poprzez program „Ratowniczek”
- przygotowanie do dalszej działalności w ruchu młodzieżowym PCK.

### Szkolne Koła PCK
Zakładane są począwszy od klasy IV szkół podstawowych, a następnieponadpodstawowych. Pierwsze SK PCK powstały w roku 1921, są zatem najstarszą częścią ruchu młodzieżowego PCK. Do założenia Szkolnego Koła wystarczy 10 osób. Zadania kół to:
- pomoc potrzebującym uczniom
- promowanie idei humanitaryzmu i bezinteresownej pracy na rzecz drugiego człowieka
- działania na rzecz poprawy bezpieczeństwa poprzez edukację dzieci i młodzieży w zakresie pierwszej pomocy i profilaktyki przedwypadkowej i zdrowotnej
- opieka nad Klubami Wiewiórka
- kształtowanie postaw brania odpowiedzialności za najbliższe otoczenie
- przygotowanie młodzieży do dalszej działalności w PCK.

Kluczową rolę w działalności SK pełni jego opiekun. Opiekunem jest najczęściej jeden z nauczycieli danej szkoły. Powinien on być animatorem działań koła i łącznikiem z Zarządem PCK.

### Akademickie Koła PCK
Akademickie Koła PCK działają przy wyższych uczelniach. W swojej działalności realizują zadania statutowe PCK.

### Grupy Społecznych Instruktorów Młodzieżowych
Zapis skrócony nazwy: Grupy SIM PCK. Pierwsze grupy SIM powstały w latach 60. XX wieku. Działają przy Zarządach Rejonowych i Okręgowych. Obecnie w Polsce jest ich ponad 70. Zrzeszają w swoich szeregach młodzież od 14 roku życia.
Zadania Grup SIM to:
- współpraca z Klubami Wiewiórka i Szkolnymi Kołami PCK
- opieka nad ludźmi pokrzywdzonymi przez los
- przeprowadzanie szkoleń pierwszej pomocy
- przedstawianie pokazów pierwszej pomocy
- promocja zdrowego stylu życia
- prowadzenie kampanii przeciw uzależnieniom
- upowszechnianie idei humanitaryzmu
- promocja międzynarodowego prawa humanitarnego
- działania na korzyść społeczności lokalnych.

Tytuł Społecznego Instruktora Młodzieżowego PCK może uzyskać osoba będąca członkiem grupy SIM PCK od roku, która ukończyła obóz szkoleniowy dla kandydatów na SIM lub specjalnie zorganizowane szkolenie. Społeczny Instruktor Młodzieżowy otrzymuje specjalną odznakę i prawo noszenia znaczka SIM PCK. Złote i Srebrne odznaki SIM są odznaczeniami nadawanymi osobom najaktywniej działającym w swych grupach.

### Rejonowe i Okręgowe Rady Młodzieżowe
Ich skład stanowią przedstawiciele jednostek podstawowych Młodzieży PCK z danego obszaru. Stanowią organ doradczy. Ich celem jest koordynowanie działań młodzieży oraz inicjowanie akcji charytatywnych.

### Krajowa Rada Młodzieżowa
Jest najwyższym organem ruchu młodzieżowego w PCK. Reprezentuje ona środowisko młodzieżowe przed „dorosłymi” władzami ruchu, oraz poza organizacją, także poza granicami kraju. Koordynuje także działania grup młodzieżowych na terenie całego kraju.

## Ruch Honorowego Krwiodawstwa

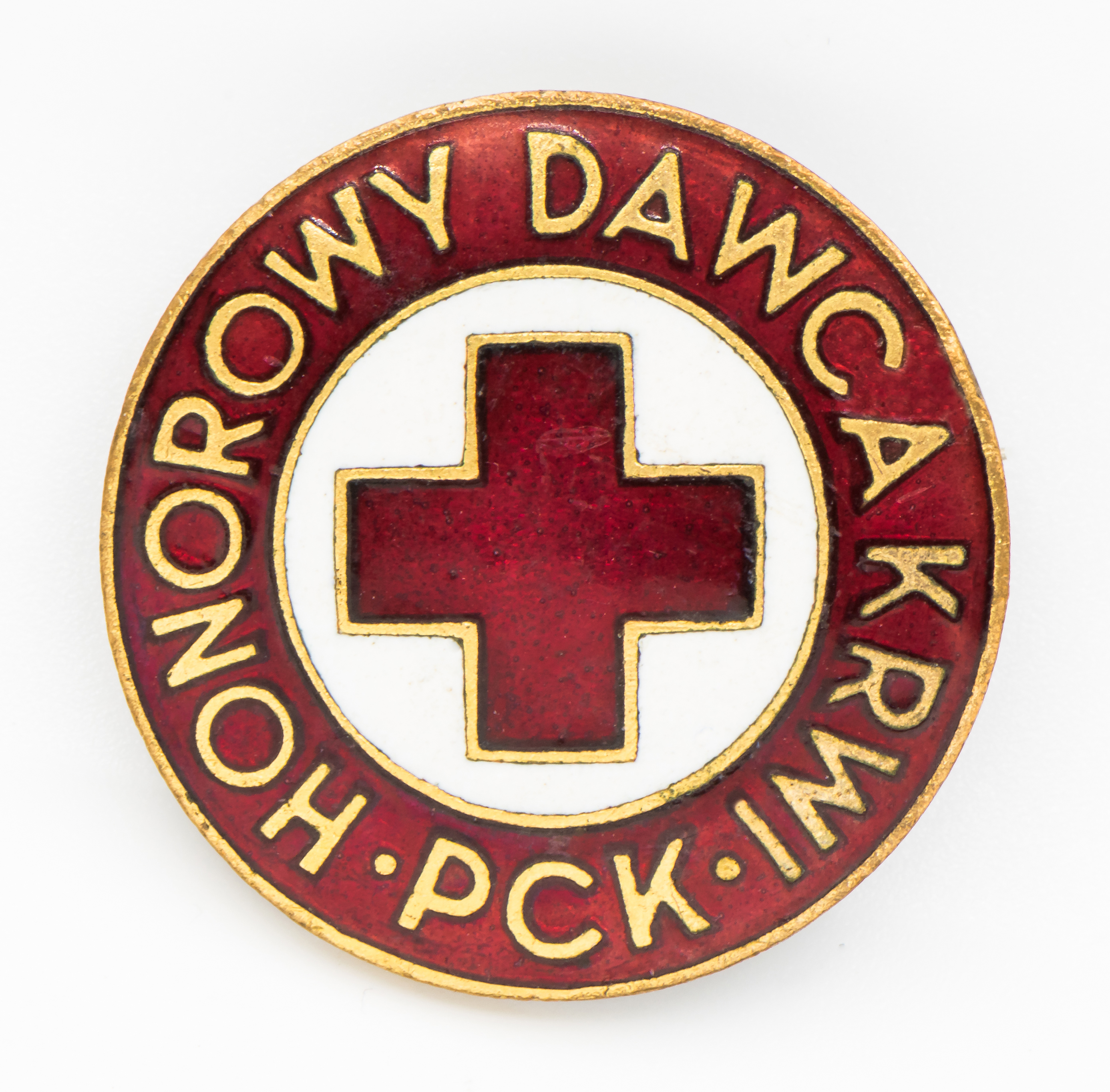
Odznaka Honorowego Dawcy Krwi

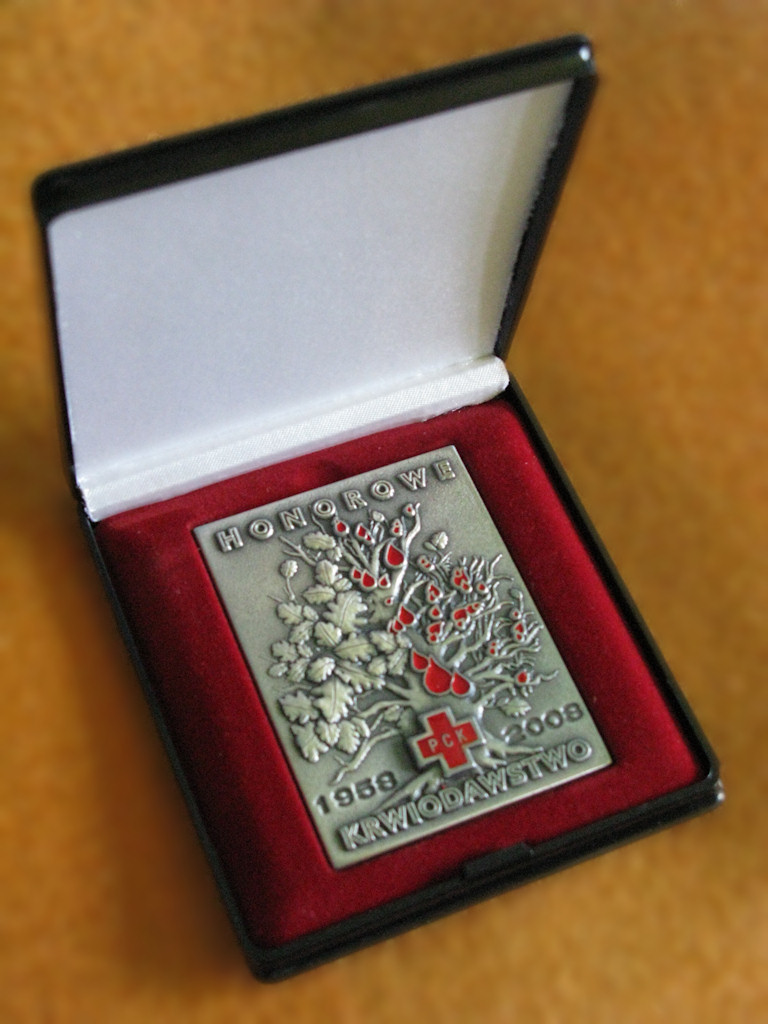
Medal pamiątkowy wydany z okazji 50 - lecia honorowego krwiodawstwa w Polsce

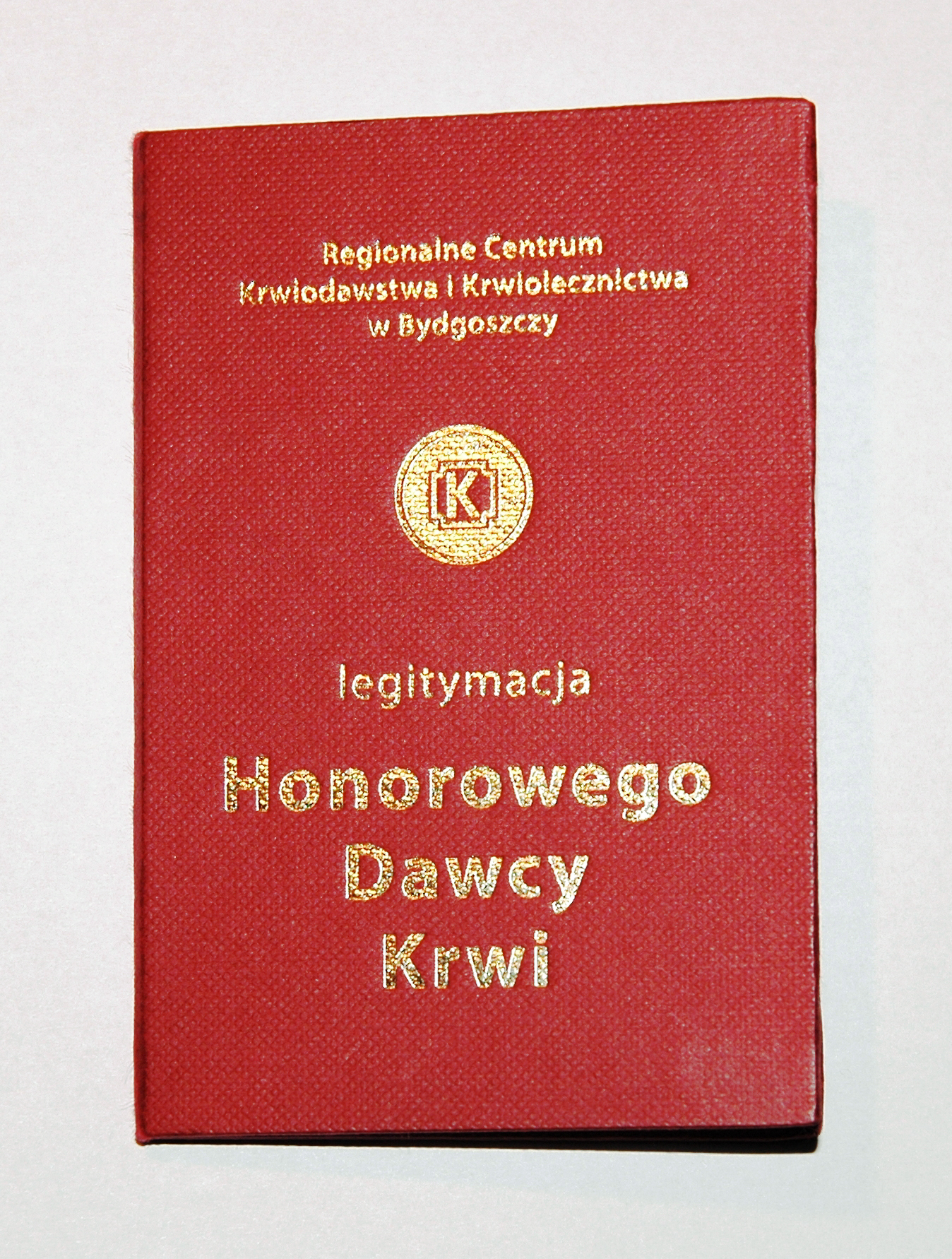
Legitymacja Honorowego Dawcy Krwi

Do 1958 PCK prowadziło stacje krwiodawstwa. W tymże roku zadanie to przejęło państwo. Od tego czasu PCK zajmuje się propagowaniem idei krwiodawstwa i pozyskiwaniem honorowych dawców krwi. Krwiodawcy zrzeszają się w Klubach Honorowych Dawców Krwi.

### Kluby Honorowych Dawców Krwi
Podejmowane przez Kluby HDK inicjatywy to m.in.: doraźne akcje poboru np. w odzewie na apel służby zdrowia, szkolenia, pogadanki, konkursy, wspólne wyjazdy lub imprezy sportowe.
| Rok  | Liczba klubów HDK PCK | Liczba członków             | Liczba wolontariuszy | Ilość oddanej krwi w litrach | Udział procentowy ogólnie pobranej krwi od HDK PCK |
| ---- | --------------------- | --------------------------- | -------------------- | ---------------------------- | -------------------------------------------------- |
| 2003 | 1.744                 | 24.065                      | 149.045              | 200.654,000                  | ok. 47%                                            |
| 2004 | 1.567                 | 24.499                      | b.d                  | 225.285,000                  | b.d.                                               |
| 2005 | 1.321                 | 27.968                      | 244.611              | 186.414,000                  | b.d.                                               |
| 2006 | 1.394                 | 24.432                      | 221.965              | 181.934,000                  | b.d.                                               |
| 2007 | 1.332                 | 24.686                      | ok. 124.000          | 149.155,000                  | b.d.                                               |
| 2008 | 1.364                 | 22.813                      | ok. 117.000          | 159.444,000                  | b.d.                                               |
| 2009 | 1.361                 | 26.677                      | 110.400              | 145.055,000                  | b.d.                                               |
| 2010 | 1.296                 | 25.597                      | 118.582              | 158.869,000                  | b.d.                                               |
| 2011 | 1.279                 | 24.128                      | ok. 90.000           | 156.753,070                  | b.d.                                               |
| 2012 | 1.185                 | 24.561                      | ok. 75.000           | 149.861,000                  | b.d.                                               |
| 2013 | 1.129                 | 23.746                      | 62.640               | 136.583,000                  | ok. 30%                                            |
| 2014 | 1.114                 | 23.551                      | 61.490               | 138.061,560                  | ok. 30%                                            |
| 2015 | 1.128                 | 25.524                      | 61.302               | 133.523,540                  | ok. 30%                                            |
| 2016 | 1.076                 | 26.624                      | 49.549               | 131.125,800                  | 27,32%                                             |
| 2017 | 1.079                 | 27.035                      | 52.799               | 114.505,380                  | 24,07%                                             |
| 2018 | 1.024                 | 25.242 (w tym 5.514 kobiet) | 44.887               | 112.145,070                  | 20,62%                                             |
| 2019 | 1.010                 | 26.750                      | 41.165               | 99.182,700                   | 18,70%                                             |
| 2020 | 893                   | 23.576                      | 27.229               | 89.019,520                   | 18,38%                                             |
| 2021 | 922                   | 23.988                      | 28.715               | 119.367,640                  | 18,00%                                             |
| 2022 | 696                   | 18.481 (w tym 5.434 kobiet) | b.d.                 | 89 472,770                   | 15,00%                                             |

b.d. - brak danych, informacja niewyszczególniona w sprawozdaniu
Na podstawie rocznych sprawozdań z działalności PCK w latach 2003-2022.

### Rady HDK
Działają przy zarządach wszystkich szczebli. Działalność rad dotyczy przede wszystkim koordynacji i inspiracji prac klubów oraz współpracy ze służbą krwi. Nad całokształtem prac Ruchu HDK oraz jego ogólnopolską strategią czuwa, powołana przy Zarządzie Głównym, Krajowa Rada HDK.

## Pomoc socjalna
PCK świadczy opiekę socjalną na różnych płaszczyznach. Główne z nich to:
- dożywianie
- pomoc doraźna
- opieka nad chorymi oraz starszymi ludźmi w domu
- prowadzenie ośrodków
- pomoc uchodźcom przebywającym w Polsce.

### Dożywianie
Jest realizowane w placówkach PCK i stołówkach szkolnych. Wydawane są także paczki żywnościowe. Z okazji ważnych świąt organizowane są także specjalne akcje ,,Godne Święta” oraz „WielkaMoc Pomagania”. Dla osób samotnych oraz w kryzysie bezdomności urządzane są także spotkania opłatkowe i śniadania wielkanocne.

### Pomoc doraźna
PCK przekazuje potrzebującym najpotrzebniejsze rzeczy takie jak: odzież, środki czystości, sprzęt gospodarstwa domowego i meble. Co roku odbywają się akcje „Wyprawka dla Żaka” i „Gorączka Złota”. Mają one za zadanie wesprzeć dzieci z ubogich rodzin.

### Ośrodki PCK
PCK prowadzi noclegownie i ogrzewalnie dla osób w kryzysie bezdomności, świetlice terapeutyczne, integracyjne. Zapewniona jest w nich opieka lekarska i psychologiczna.

### Pomoc uchodźcom
Organizacja pomaga cudzoziemcom w kontaktach z rodziną i urzędami państwowymi przy załatwianiu formalności dotyczących statusu uchodźcy.

## Pierwsza pomoc
Od samego początku swojego istnienia PCK zajmuje się nauczaniem pierwszej pomocy. Kursy przeprowadzają wykwalifikowani Instruktorzy Pierwszej Pomocy PCK. W szkoleniach uczestniczą często członkowie Grup SIM i Grup Ratownictwa. PCK prowadzi kursy dla różnych grup wiekowych i zawodowych. Ponadto organizowane są z tego zakresu pogadanki w szkołach, pokazy udzielania pierwszej pomocy. Organizacja prowadzi także zabezpieczenia medyczne imprez masowych. Co roku pod patronatem PCK rozgrywane są Ogólnopolskie Mistrzostwa Pierwszej Pomocy dla szkół ponadpodstawowych.

## System Ratownictwa PCK

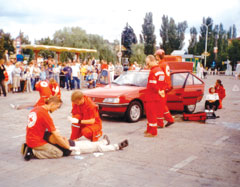
Pokaz ratownictwa PCK

Pierwsze grupy ratownicze PCK powstały już w dwudziestoleciu międzywojennym. Na Śląsku działał Związek Drużyn Ratowniczych, w innych rejonach kraju Grupy Ratownicze. Grupy prowadziły takie działania, jak: tworzenie posterunków drogowych, pokazy sprawności czy program pogotowia sanitarnego. Wybuch II wojny światowej zahamował budowę systemu. Po wojnie PCK zajęło się organizacją pogotowia ratunkowego, jednak podobnie jak inne placówki służby zdrowia prowadzone przez Czerwony Krzyż, zostało ono szybko znacjonalizowane.
W latach 90. powstają pierwsze zalążki nowoczesnego systemu ratownictwa PCK. Są nimi Grupy Ratownictwa, Grupy Ratownictwa Medycznego i Grupy Ratownictwa Specjalnego. Wejście w życie Ustawy o Państwowym Ratownictwie Medycznym przyspieszyło proces rozbudowy Systemu. W Grupach obowiązuje ogólnopolski standard wyposażenia, oznakowania ratowników i pojazdów, czy odrębny system stopni ratowniczych. W razie potrzeby podjęcia działań ponadregionalnych, czy krajowych Grupy z różnych miast współdziałają ze sobą. Obecnie system tworzą wolontariusze, z których znaczna większość ma ukończony kurs kwalifikowanej pierwszej pomocy, bądź ma wykształcenie medyczne. Przechodzą oni specjalistyczne szkolenia z różnych zakresów ratownictwa. Wyposażeni są w sprzęt, który jest stale unowocześniany. Coraz częściej nawiązywana jest współpraca z zawodowymi jednostkami ratowniczymi (Państwowa Straż Pożarna, Państwowe Ratownictwo Medyczne, Policja itp.).
Grupy Ratownictwa PCK uczestniczą w zabezpieczeniach medycznych wielu imprez masowych. Tworzone są wtedy polowe punkty medyczne, a teren imprezy jest patrolowany przez ratowników. Ratownictwo PCK uczestniczyło w akcjach ratunkowych wielu znacznych klęsk w Polsce (m.in. akcje poszukiwawcze po zawaleniu gdańskiego wieżowca (1995), po zawaleniu się hali Międzynarodowych Targów Katowickich (2006), po szkwale na Mazurach (2007, zob: Wikinews), po katastrofie kolejowej pod Szczekocinami (2012). Obecnie System Ratownictwa PCK rozwija specjalizację poszukiwań osób zaginionych.

## Krajowe Biuro Informacji i Poszukiwań

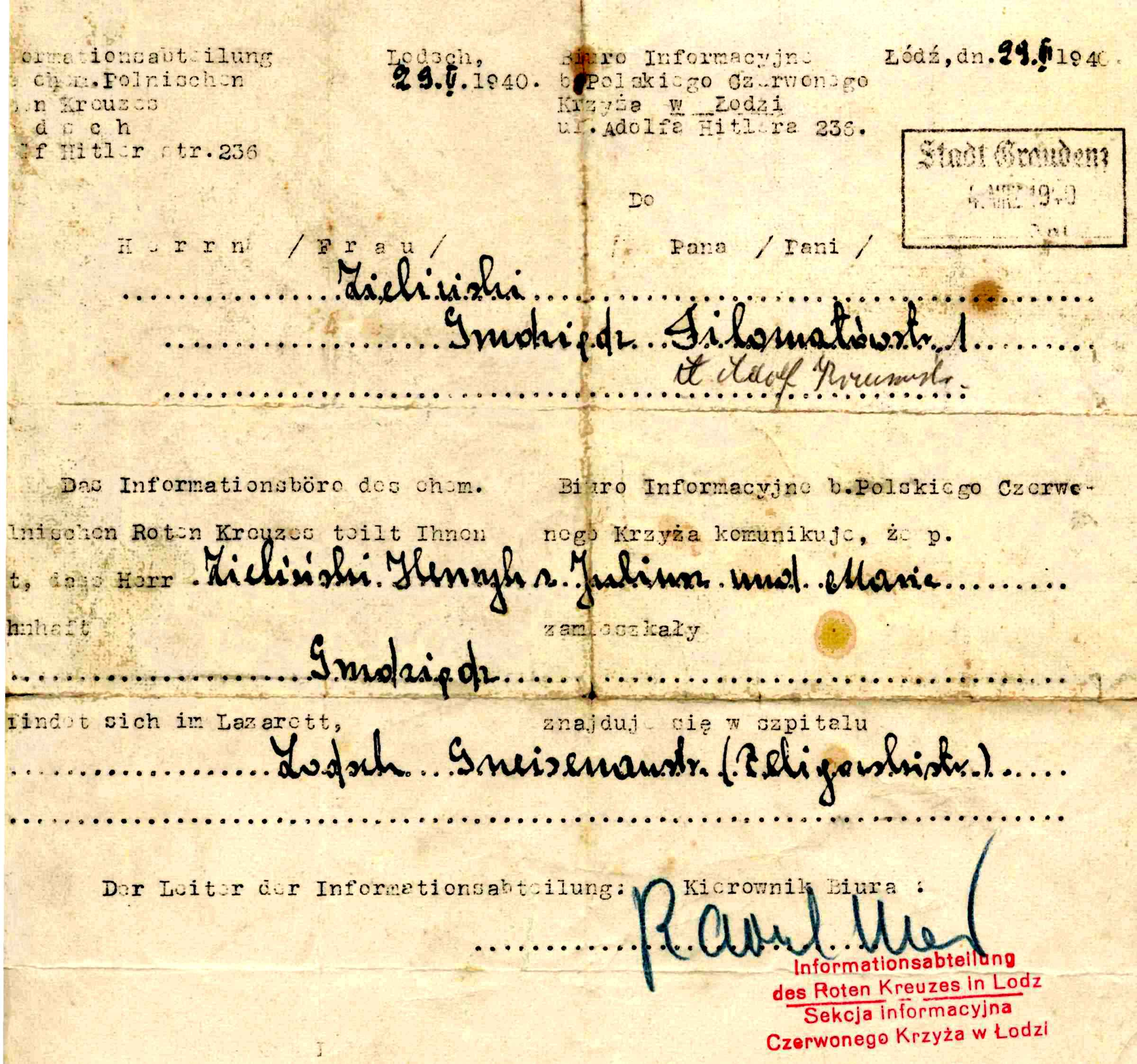
Informacja Czerwonego Krzyża z Łodzi z 1940 zawiadamiająca o miejscu pobytu rannego żołnierza

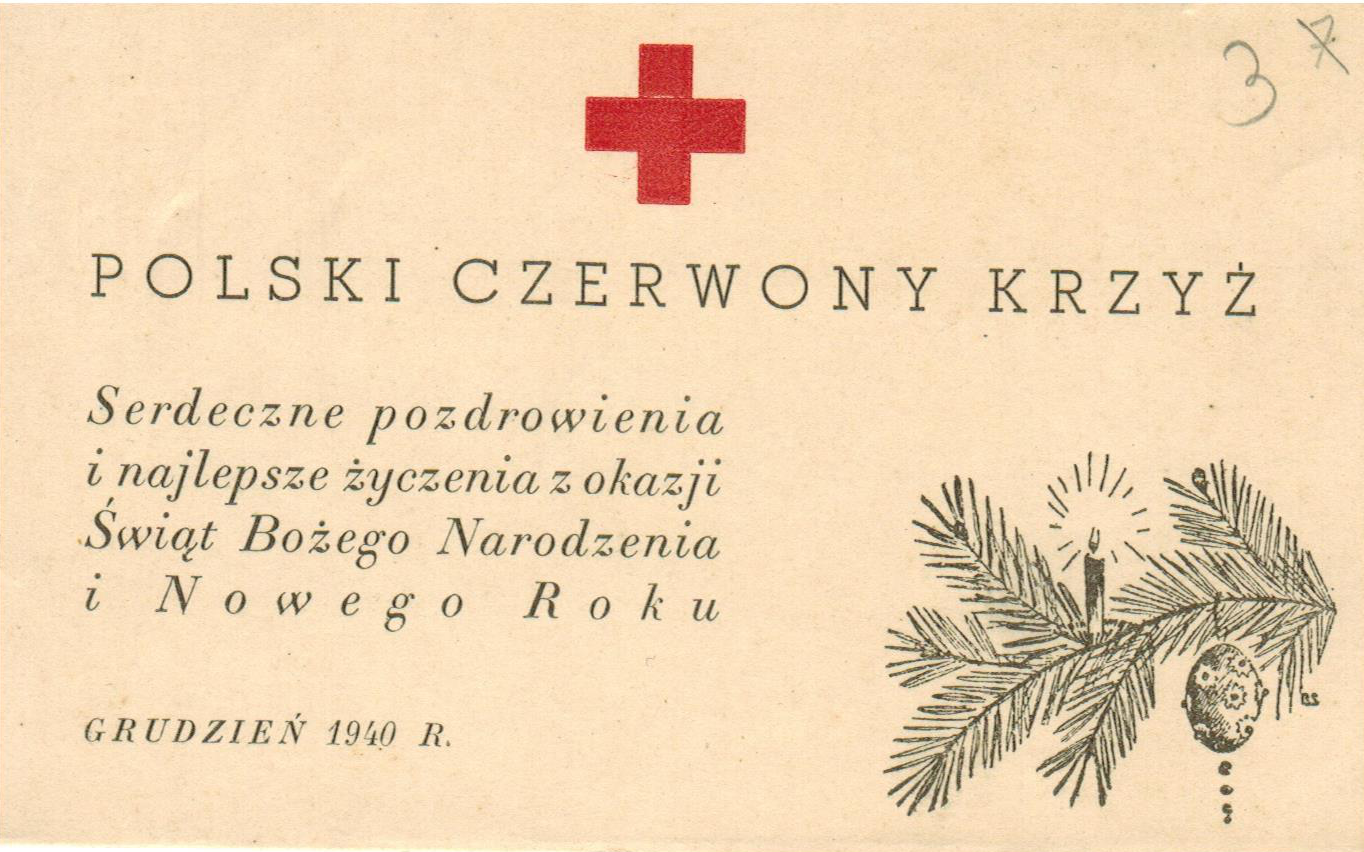
Życzenia świąteczne od Polskiego Czerwonego Krzyża. Wybrano z materiałów dotyczących pobytu Tadeusza Goetzendorf-Grabowskiego w niewoli niemieckiej (zbiory Archiwum Państwowego w Poznaniu)

PCK na zlecenie państwa prowadzi Krajowe Biuro Informacji i Poszukiwań. Działalność Biura jest finansowana w ramach części 17 budżetu państwa – Administracja publiczna.
Krajowe Biuro Informacji i Poszukiwań Zajmuje się poszukiwaniem i ustalaniem losu ofiar wojen i klęsk żywiołowych. Biuro wystawia zaświadczenia o losach poszukiwanych, próbuje uzyskać dokumenty potwierdzające ich losy wojenne. Poszukuje także mogił wojennych w kraju i poza granicami. W ekshumacjach mogił wojennych formalnie musi brać udział przedstawiciel Czerwonego Krzyża. W Polsce uczestniczą w nich pracownicy PCK. Biuro poszukuje także rodzin uchodźców zaginionych na terenie Polski. Przekazuje także tzw. czerwonokrzyskie messages – wiadomości rodzinne do krajów ogarniętych wojną lub klęską.
W celu wypełnienia swojej misji Biuro współpracuje ściśle z Międzynarodowym Komitetem Czerwonego Krzyża w Genewie i stowarzyszeniami krajowymi CK innych państw.
W okresie 1945–2003 roku do Biura wpłynęła korespondencja dotycząca ok. 4 300 000 indywidualnych spraw związanych z wojną i jej skutkami. Biuro w tym okresie wydało ok. 290 000 zaświadczeń potwierdzających losy wojenne. Udało się odnaleźć ok. 623 000 osób rozdzielonych przez wojnę.
Biuro Informacji i Poszukiwań Polskiego Czerwonego Krzyża posiada takie zasoby archiwalne, jak:
- oryginalne kartoteki polskich jeńców wojennych osadzonych w obozach jenieckich
- oryginalne kartoteki więźniów obozów koncentracyjnych i więzień hitlerowskich
- akty zgonów Polaków zmarłych w czasie II wojny światowej w obozach i więzieniach na terytoriach Niemiec i Polski
- częściowa dokumentacja dzieci polskich wywiezionych w celu germanizacji
- niewielka kartoteka Polaków zatrudnionych przymusowo na terytorium Niemiec
- protokoły z ekshumacji ofiar wojny
- spisy zmarłych i poległych żołnierzy Polskich Sił Zbrojnych na Zachodzie
- kserokopie wykazów polskich jeńców wojennych osadzonych w obozach w Kozielsku, Ostaszkowie i Starobielsku
- kartoteka żołnierzy Armii Czerwonej, poległych i pochowanych na terytorium Polski
- księgi rannych, przebywających w szpitalach PCK w czasie wojny
- spisy uchodźców polskich, przebywających na terenach Afryki Wschodniej i Rodezji
- własna kilkumilionowa kartoteka osób poszukiwanych od zakończenia wojny.

Przedwojenne, bezcenne archiwa Biura spłonęły w większości na skutek bombardowań Warszawy we wrześniu 1939 roku. Obejmowały one informacje z czasów powstań narodowowyzwoleńczych przeciw zaborcom, I wojny światowej, wojny polsko-bolszewickiej oraz o więźniach politycznych wywiezionych w głąb ZSRR.
Biuro Informacji i Poszukiwań PCK jest największą tego typu placówką działającą przy stowarzyszeniach krajowych CK i CP.

## Kontenery na używaną odzież
W latach 1997-2025, Polski Czerwony Krzyż na terenie kraju obsługiwał kontenery, w których umieszczana była używana odzież. Część ze znajdujących się tam ubrań przekazywano na potrzeby ubogich, w tym bezdomnych. W ostatnich latach funkcjonowania tych pojemników, trafiały do nich materiały tekstylne, które w dużej mierze nie nadawały się do ponownego użycia. Od stycznia 2025, kiedy to na terenie Polski wprowadzono obowiązek oddawania zużytej odzieży do punktów selektywnej zbiórki odpadów komunalnych, a nie umieszczania jej w workach na odpdy zmieszane, trafiać zaczęły tam niemal wyłącznie tekstylia nadajace się jedynie do utylizacji (wielu ludzi nie odwoziło zniszczonych ubrań do PSZOK-ów). W związku z tym firma obsługująca segregację tekstyliów zerwała umowę z PCK. Instytucja postanowiła, że nie będzie szukać nowego zleceniobiorcy na tą usługę. Polski Czerwony Krzyż poinformował, że do końca października 2025 zostaną usunięte wszystkie kontenery organizacji, które były przeznaczone do zbiórki odzieży. W sierpniu 2025, w chwili zakończenia ich obsługiwania, było w Polsce ponad 30 tysięcy takich pojemników.

## Odznaczenia i wyróżnienia

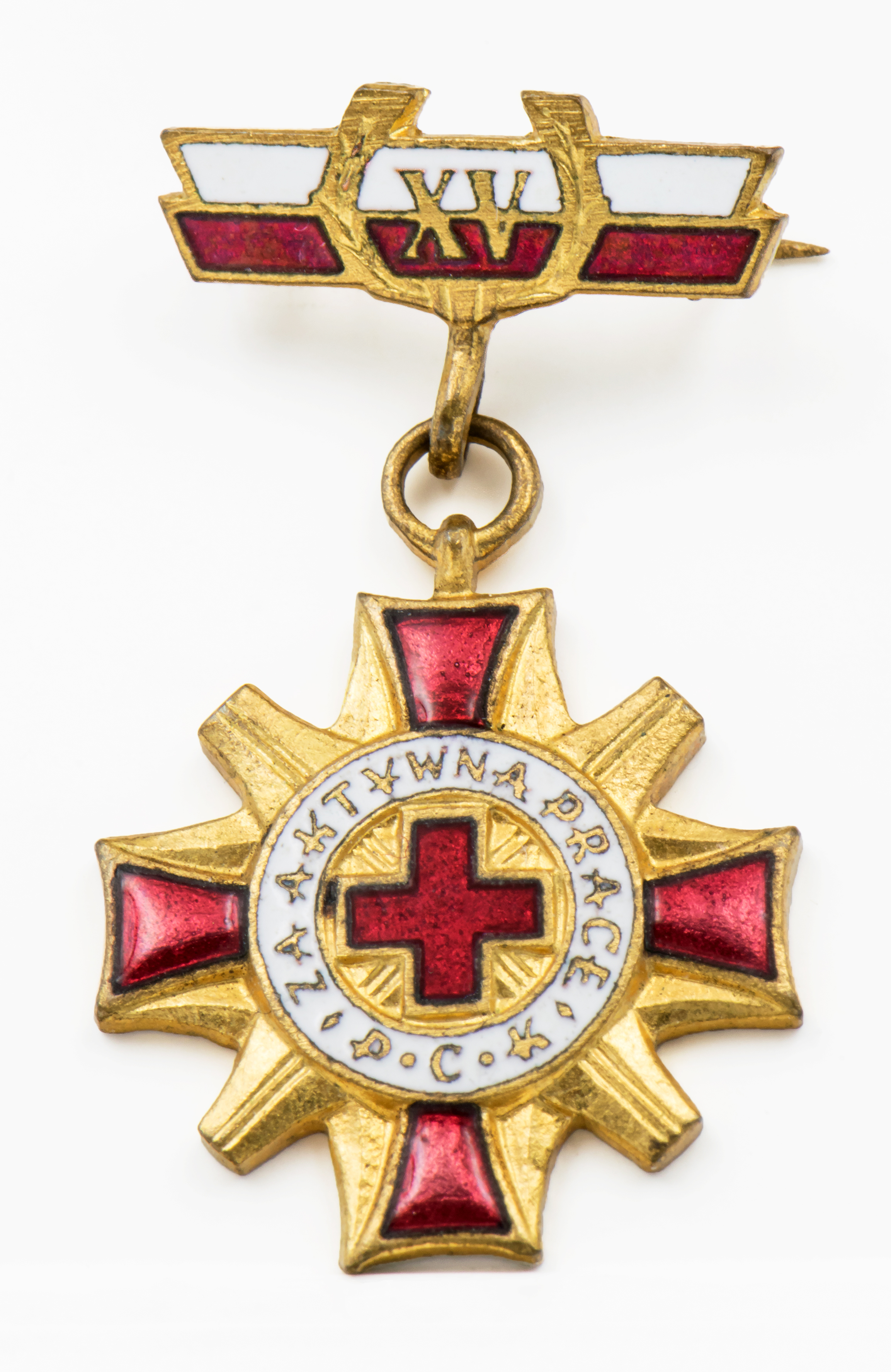
Odznaka Za aktywną Pracę PCK XV lat PRL

Uchwałą Rady Państwa z dnia 9 czerwca 1989 r. w sprawie nadanie orderów społecznym zbiorowościom, w uznaniu wybitnych zasług w rozwoju gospodarczym i kulturalnym kraju Polski Czerwony Krzyż odznaczony został Krzyżem Komandorskim z Gwiazdą Orderu Odrodzenia Polski.

## Afera PCK
W lutym 2020 Prokuratura Okręgowa we Wrocławiu skierowała do sądu akt oskarżenia wobec 10 pracowników PCK, w tym czterech działaczy PiS. Pracownicy PCK mieli założyć firmę, która – mimo braku umowy z PCK – miała zbierać odzież z kontenerów należących do PCK. Następnie odzież miała być sprzedawana, a pieniądze miały trafiać do osób  zaangażowanych w proceder. Straty z tego tytułu miały wynieść 3 mln zł. Proces zakończył się w 2023 skazaniem dziewięciu osób i uniewinnieniem jednej.